# Johann Severin Vater
Pour les articles homonymes, voir Vater.
Johann Severin Vater (27 mai 1771-16 mars 1826) est un théologien et linguiste allemand.

## Biographie
Né à Altenbourg en duché de Saxe-Gotha-Altenbourg, il enseigna les langues orientales à l'université de Halle (1799), puis la théologie à l'université de Königsberg (1810). Il revint en 1820 à Halle où il mourut.
On a de lui :
- une Grammaire générale (1805) ;
- des Grammaires hébraïque, syriaque, chaldéenne, arabe (1802-1807).
- Linguarum totius orbis index alphabeticus, Berlin (1815) où il dresse une liste de toutes les langues connues, de leurs grammaires et de leurs dictionnaires.

Il continua le Mithridate d'Adelung, complétant le volume deux et écrivant les deux derniers (1806-1817).